# ۲۵۷ (میلادی)
۲۵۷ (میلادی) دویست و پنجاه و هفتمین سال تقویم میلادی است.

## درگذشتگان
‎